# Crise diplomática entre o Haiti e a República Dominicana de 1963
A crise diplomática entre o Haiti e a República Dominicana de 1963 ou conflito dominicano-haitiano de 1963 refere-se à crise diplomática que surgiu entre os governos dos presidentes Juan Bosch da República Dominicana e François Duvalier do Haiti devido à presença no território da embaixada da República Dominicana em Porto Príncipe de membros dos Voluntários de Segurança Nacional (os Tonton macoutes).

## Antecedentes
Anteriormente, o governo Bosch já havia manifestado seu descontentamento com  François Duvalier quando este permitiu que o Haiti servisse de refúgio para ex-militares do ditador dominicano Rafael Leónidas Trujillo, entre eles Michel Brady, a quem Duvalier posteriormente nomeou Encarregado de Negócios em Santo Domingo, o que foi rechaçado pelo governo dominicano. Além disso, parentes do falecido ditador também encontravam-se em Porto Príncipe: Luis Trujillo e José Rafael Trujillo Lora.

### Atentado aos filhos de Duvalier e massacre retaliatório
Em Porto Príncipe, capital haitiana, na manhã de sexta-feira, 26 de abril, um comando armado falhou na tentativa de sequestrar os filhos do presidente Duvalier, Jean-Claude (na época com doze anos de idade) e Simone (com catorze anos) quando chegavam ao colégio Bird, na Rue de l'Enterreme. No ato, foram assassinados o sargento Paulin Montrouis, chofer dos filhos de Duvalier, o cabo Morille Mirville, o sargento Luc Azor e um membro dos Tontons-Macoutes, Richemond Poteau.
O ditador emitiu uma ordem de busca e captura de quem acreditava ser o culpado: François Benoit, um ferrenho opositor do governo Duvalier que havia sido expulso das Forças Armadas do Haiti após cair em desgraça com o regime. Para vingar a morte dos três guarda-costas, os milicianos haitianos incendiaram a residência do tenente François Benoit, matando seus pais, seu filho de um ano e meio e três empregados domésticos.

### Assalto aos escritórios da embaixada da República Dominicana
A esposa de Benoit, Jacqueline Edeline Benoit, refugiou-se na Embaixada do Equador, onde concebeu seu segundo filho. No entanto, o tenente Benoit havia se refugiado na sede da Embaixada da República Dominicana, localizada na Avenida Panamericana 121, em Pétion-Ville, três dias antes do atentado contra os Duvaliers. As forças paramilitares dos Tontons-Macoutes alegaram que Benoit havia deixado o complexo diplomático para perpetrar o ataque e retornado quando falhou.
Outros parentes de Benoit, como seus irmãos Jean Marie e Claude Michel Benoit, refugiaram-se nas embaixadas da Venezuela e da Argentina, respectivamente.
No dia seguinte, quando o Encarregado de Negócios da República Dominicana no Haiti, Frank Bobadilla Rejincos, chegou à Embaixada Dominicana, foi recebido por dois soldados haitianos armados com fuzis. Esses militares, apesar de terem sido advertidos de que deveriam se retirar, revistaram todos os escritórios da sede diplomática dominicana na capital haitiana.
Naquela época, os escritórios administrativos da embaixada não se localizavam na mesma sede da residência do embaixador, na Avenida Panamericana, mas no Distrito de Delmas, na Delmas 95. Os paramilitares, não encontrando Benoit ali, dirigiram-se à sede da missão, onde estavam cerca de 22 refugiados políticos.
Diante dos protestos do chefe da missão dominicana, os soldados haitianos deixaram a Embaixada Dominicana, mas permaneceram em seu terreno localizado na avenida Delmas, barricando-se nos grandes jardins e subindo nas árvores próximas.

## Denúncia do governo dominicano
Horas depois do incidente, o Presidente da República Dominicana, Juan Bosch, dirigiu-se à nação do Palácio Nacional:
| “ | Fomos insultados sem ter provocado o insulto; a nossa embaixada foi invadida por forças armadas, o que equivale a uma invasão do nosso país e é uma ofensa imperdoável à nossa dignidade. Temos sido desrespeitados e as pequenas nações que permitem isso não são dignas de serem nações, porque a única coisa que pode nos manter como um país soberano é a decisão de nos fazermos respeitar pelos pequenos e pelos grandes, daqueles que pretendem abusar da sua fraqueza e daqueles que pretendem abusar da sua força. A dignidade dominicana foi ultrajada no Haiti de forma escandalosa. E não estamos dispostos a tolerar essa situação e não vamos tolerá-la por qualquer motivo. | ” |

O ministro das Relações Exteriores dominicano, Andrés Freites, por ordem do presidente, emitiu a seguinte nota de protesto ao seu homólogo haitiano:
| “ | Se não forem oferecidas as reparações e garantias exigidas pelas ofensas e riscos aos quais foi submetida a representação dominicana no Haiti, governo da República Dominicana adotará com toda decisão e a qualquer preço as medidas necessárias para respeitar a dignidade e a soberania da nação dominicana. | ” |

Já o Ministro da Presidência, Abraham Jaar declarou:
| “ | Estamos aguardando o prazo de 24 horas que termina hoje às sete da noite. Se a ofensa contra a soberania nacional não for reparada, o governo tomará as medidas necessárias para fazer respeitar a nossa bandeira. | ” |

### Conselho Permanente da OEA e Missão de Investigação
O assunto foi levado ao Conselho Permanente da Organização dos Estados Americanos, onde a República Dominicana acusou o Haiti de praticar "atos violentos que põem em perigo a paz do hemisfério". O embaixador dominicano Arturo Carventi também denunciou um plano de Duvalier para assassinar o presidente Bosch. O representante do Haiti perante a OEA, por sua vez, foi Joseph Baguidy, que afirmou que o governo dominicano fazia tais acusações para encontrar um pretexto para uma intervenção militar contra seu país.
Os jornais do dia 29 ficaram repletos de notas de apoio ao governo dominicano, inclusive da União Cívica Nacional, que havia perdido as eleições para Juan Bosch em 1962. Houve também duas notas de exilados haitianos em apoio aos dominicanos, uma da Frente de Libertação, liderada por Fred Baptiste, e a outra por Louis Dejoie, ferrenho inimigo de Duvalier e líder do Partido Industrial Agrário Nacional (PAIN).
O Conselho Permanente condenou a atitude do Haiti, com 16 votos a favor e duas abstenções. Uma missão especial de investigação chegou a Porto Príncipe para tomar conhecimento sobre a situação. O governo haitiano se comprometeu a respeitar as garantias diplomáticas, e a Embaixada da Colômbia assumiu a sede, enquanto os 22 refugiados se retiraram. Dias depois, os refugiados, incluindo o padre Jean Baptiste Georges, partiram para o exílio.
No entanto, Duvalier, que havia recebido a comissão de Washington no Palácio Nacional, denunciou que seu país era vítima de racismo e convocou o povo haitiano a se defender das investidas vindas de Santo Domingo. Bernard Diederich, em um livro chamado "Le Prix du Sang", que estava preso em Porto Príncipe naqueles dias, conta o seguinte: “Naquela época, a comissão da OEA estava no Palácio Nacional, sentada diante de um silencioso e enigmático Duvalier, que olha para cada um deles, inclinando a cabeça e dizendo palavras em crioulo. De fato, soube-se mais tarde que ele repetia insultos tradicionais em crioulo como uma litania contra a mãe de cada um deles.”

## Mobilização militar
Enquanto a diplomacia desempenhava seu papel, o governo dominicano mobilizava seu exército aguardando o cumprimento por parte das autoridades haitianas do ultimato que os dominicanos emitiram de 24 horas para proceder com a remoção dos soldados localizados no pátio da embaixada.

### Telegrama
O tenente Freddy Piantini Colón, que servia na Unidade Blindada do Palácio Nacional,  recebeu o seguinte telegrama:
| “ | Atenção. Urgente. Solicitamos um pelotão de tanques AMX comandado por um oficial a quem não preciso explicar suas funções porque não tenho tempo. Assinado: Rafael Tomás Fernández Domínguez, tenente-coronel E.N. | ” |

A pessoa escolhida para realizar esta missão foi o próprio Piantini Colón. Após sua chegada na cidade de Barahona, posteriormente dirigiu-se  para a cidade de Jimaní. Os soldados foram surpreendidos pelo som de um avião de registro haitiano, um AT-6. Piantini Colón deu ordem para separarem-se cerca de 100 metros para evitar que inutilizasse todas as unidades caso disparassem, mas o avião afastou-se.
O exército dominicano foi aquartelado e as tropas começaram a avançar para a fronteira sob o comando do tenente-coronel, Rafael Tomás Fernández Domínguez, militar leal e da estreita confiança de Juan Bosch.
A imprensa deslocou-se à zona de operações e quando questionado por um correspondente estrangeiro, o comandante Fernández Domínguez declarou estar preparado para ocupar Porto Príncipe e libertar a embaixada assim que recebesse a ordem do Presidente da República.

### Operação Mangú
Os oficiais encarregados do pessoal, da inteligência e da logística fizeram suas apreciações. Com base nestes relatórios, classificados como "secretos", o Comandante Fernández Domínguez reuniu o seu Estado-Maior e fez uma avaliação geral da situação visando preparar a sua ordem para a denominada “Operação Mangú”.
A operação converteu-se da libertação da embaixada para uma tomada de Porto Príncipe conforme os dias avançavam. Devido à pequena força militar haitiana em comparação com as Forças Armadas Dominicanas na época, os dominicanos acreditavam que poderiam tomar a capital haitiana em questão de horas.
Os documentos sigilosos da operação revelam que três batalhões foram mobilizados: o do Norte e os do Centro, baseados em Dajabón, e Elías Piña eram tropas diversionistas.
Em Jimaní, ao sul da fronteira em direção a Porto Príncipe, estavam as tropas de penetração ou ataque, comandadas pelo Coronel Fernández Domínguez, batizadas como Batalhão Francisco del Rosario Sánchez.
Conforme acordado, o tenente-coronel Fernández Domínguez estaria em Jimaní com quase todos os recursos para realizar a invasão. O capitão Rafael Quiroz Pérez também fez parte da missão e liderou o batalhão de Elías Piña, comentou com Fernández Domínguez que os recursos militares disponíveis em Elías Piña não eram suficientes para deter os milhares de soldados que os haitianos haviam colocado no povoado de Margarita, acreditando que uma penetração dominicana era factível.
O Coronel Fernández Domínguez ordenou:
“Devemos convencer o inimigo de que éramos muitos mais, entre homens e armamentos. Isto seria alcançado fazendo muito barulho. Durante a noite tínhamos que ligar os tanques, mover as tropas, tocar cornetas, etc...”
Nos dias posteriores à militarização da fronteira, fortes pressões diplomáticas dominicana  e da OEA parecem ter surtido efeito sobre Duvalier, que procedeu à retirada dos poucos militares que ainda permaneciam no território da embaixada da República Dominicana em Porto Príncipe.

## Crise de setembro
A população dominicana naquela época estava inquieta com os constantes distúrbios e a greve patronal contra as políticas econômicas do governo Bosch. Isso foi complicado pela notícia de um novo ataque haitiano em território dominicano, dando a entender que o período de tensões entre as duas nações caribenhas iniciado em abril-maio culminaria em um conflito militar.
Desde as primeiras horas da manhã de 23 de setembro, recebiam-se informações sobre um ataque a população dominicana em Dajabón com fogo de artilharia e morteiros haitianos oriundos de Juana Méndez, a uma curta distância do posto que dividia as duas nações.
Na sede da OEA em Washington, foi submetida uma denúncia do governo dominicano. Entretanto, o Haiti sustentava que a agressão vinha do outro lado da fronteira. Pouco depois do meio-dia, a Rádio Santo Domingo transmitiu um comunicado oficial do governo dominicano no qual  foi dado ao governo Duvalier um prazo de 3 horas para cessar a agressão, caso contrário a Força Aérea Dominicana bombardearia o Palácio Nacional do Haiti. Também exigia a punição dos culpados a começar por Duvalier e um acordo de reparação e indenização pelos danos materiais e morais infligidos à população dominicana.
Bosch estava determinado a defender a honra nacional, mais uma vez ofendida pela administração haitiana. Assim, os protestos contra ele se transformaram em manifestações de apoio e a rádio estava repleta de mensagens em defesa da soberania.
O presidente dominicano convocou os Chefes de Estado-Maior e ordenou ao Chefe da Aeronáutica Miguel Atila Luna que enviasse um avião para lançar panfletos sobre Porto Príncipe dentro de uma hora, cujo texto ele próprio havia preparado. Também ordenou que fossem preparados os bombardeiros para atacar a capital haitiana às 11 horas.
No entanto, o ataque nunca foi realizado, pois os relatos sobre  o ataque a Dajabón não puderam ser comprovados e a chancelaria dominicana teve que se retratar das novas acusações contra Duvalier. Por causa disso, o moral da população dominicana caiu consideravelmente.
Com a deposição do presidente Bosch por um golpe de Estado em 25 de setembro a crise encerrou-se definitivamente.